# Enguerrand Charonton

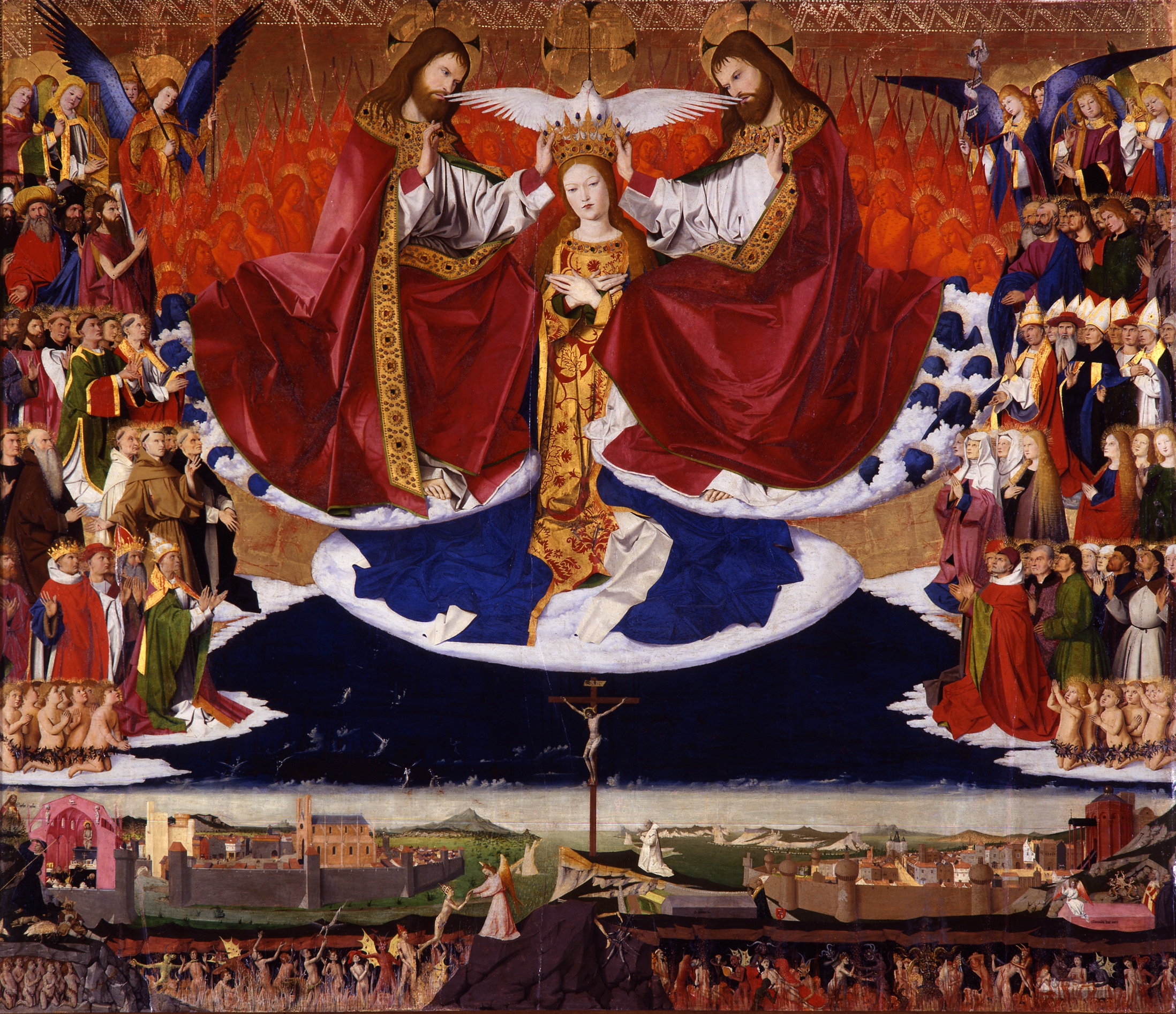
Coronació de la Verge

Enguerrand Charonton (diòcesi de Laon, ~1410 - Avinyó, ~1466) fou un pintor francès, conegut també com a Charton o Quarton.
Nasqué al bisbat de Laon, a la dècada del 1410. Probablement, la seva formació es desenvolupà en un taller de la seva ciutat natal entre el 1425 i el 1430, i segurament hi influïren, sobretot, les obres de Roger van der Weyden, Robert Campin i dels germans Van Eyck. Entre el 1435 i el 1440 es creu que va viatjar als Països Baixos.
L'any 1440 o potser en 1444 feu els folis 106, 202, 202 revers i 209 revers de què seria el Livre d'heures Morgan. El febrer de 1444 és documentat a Aix, al costat de Barthélemy d'Eyck com testimoni d'un acta notarial. Entre 1444 i 1445 realitzà el Retaule Requin avui en el Musée du Petit Palais d'Avinyó. Dels mateixos anys és el Retaule Cadard, destinat a una església d'Arles i actualment conservat al Museu Condé de Chantilly.
El febrer de 1446 era a Arles, mentre que en la primavera de 1447 se'l registra a Avinyó, on viuria fins a la mort. Del voltant de 1450 és el Díptic Altenburg, i de la mateixa època el Livre d'Heures Huntington.
En 1454 va realitzar la que és considerada la seva obra mestra, la Coronació de la Verge, conservada al Musée Pierre de Luxembourg a Villeneuve-lès-Avignon. Es va tractar d'un encàrrec de Jean de Montagnac per a l'altar de la Trinitat de la Certosa de Villeneuve-lès-Avignon. Del voltant de 1455 és la Pietà de Villeneuve-lès-Avignon, avui en el Louvre.
L'últim document que l'esmenta és del 14 de juny de 1466, any de la pesta, per la qual cosa és possible que el pintor morís de la infecció.

## Obres principals

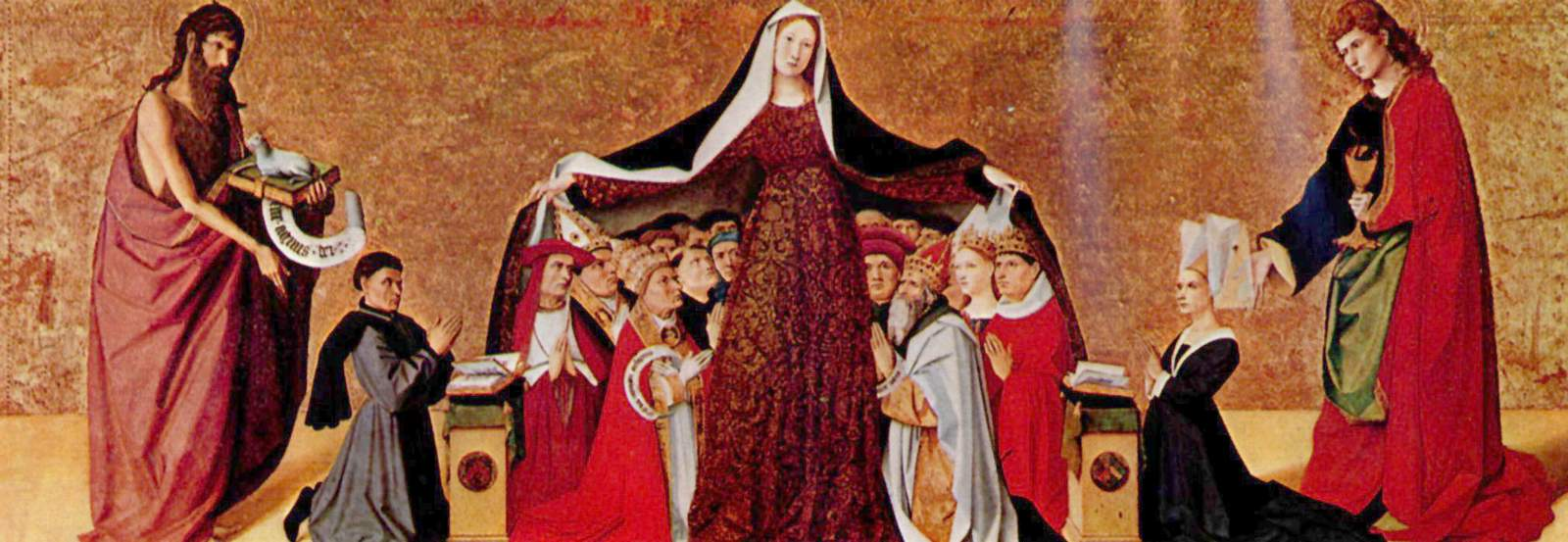
Retaule Cadard

- Retaule Requin, al Museu del Petit Palais d'Avinyó (1444-45). La Verge amb el Nen està en un tron entre dos donants, que segurament pertanyien a la burgesia d'Aix, presentats pels seus sants patrons Sant Jaume i Sant Maximí (patró d'Aix i la seva diòcesi), o bé sant Agrícola, el fons de la taula està en arabesc.
- Retaule Cadard, al Museu Condé en Chantilly, una obra destinada a una església d'Arlés que representa Jean Cadard i la seva dona Jeanne de Moulins presentats a la Verge de la Misericòrdia pels seus sants patrons, respectivament sant Joan Bautista i Joan Evangelista. S'han perdut la predel·la i el coronament. Per la documentació se sap que en l'obra va col·laborar el pintor Pierre Vilatte. Charles Sterling en 1983 va proposar atribuir la realització de la predel·la perduda, mentre que més recentment Dominique Thiébaut proposa l'atribució a Villate d'algunes figures sota el mantell de la Verge.
- Díptic Altenburg (al voltant de 1450) amb la taula esquerra: la Verge amb Nen i àngels i en la taula dreta sant Juan Bautista, ambdues conservades en Altenburg en el Museu Staatliches Lindenau; en la lluneta, conservada en els Museus Vaticans: els profetes Jeremies i Isaïes.
- Li Couronnement de la Vierge (La Coronació de la Verge), 1453-1454 (cripta de la Trinitat, Villeneuve-lès-Avignon). L'obra va ser encarregada per Jean de Montagnac per a l'altar de la Trinitat de la Certosa de Villeneuve-els-Avignon, representa en tres diversos nivells de desiguals dimensions, en el més baix: l'infern a la dreta i el purgatori a l'esquerra, amb l'escena de la sortida de Jean de Montagny, la terra que està dividida en dues per la Creu a l'esquerra sobre el purgatori la ciutat de Roma, a l'església a l'extrem esquerre amb la Missa miraculosa de sant Gregori, es poden reconèixer quadres en miniatura i els dos retaules, Cadard i Requin, sobre la dreta la ciutat de Jerusalem amb dos personatges en oració a manera de donants a l'extrem drets, es poden reconèixer: Guillaume de Montjoie i el germà de Jean, Antoine de Montagnac; i en fi el paradís, amb la Coronació de la Verge de part de la Trinitat envoltats del Cor Celeste que ocupa més de tres cambres de la taula, construït en franges horitzontals sobreposades sobre l'eix central que de la coloma passa per la Verge i arriba a la Crucifixión en el baix, la taula està dominada pel grup central en el qual la Trinitat corona a la Verge, la llum altíssima i zenital banya la taula i impregna els colors.
- Pietà (al voltant de 1455) de Vilanòva d'Avinhon (Villeneuve-les-Avignon), avui en el Louvre de París, on una atmosfera límpida i immòbil es desplega al centre en posició piramidal les tres figures de la Verge amb a dreta la Magdalena i a l'esquerra sant Joan, estirats sobre els genolls de la Verge està el cos de Crist, a l'extrema esquerra el donant en oració.

Com miniaturista, se li atribueixen:
- Folis 106, 202, 202 revers i 209 revers del Livre d'heures Morgan (Livre d'heures à l'usage de Rome) conservat a Nova York a la Biblioteca Pierpont Morgan, fet en col·laboració amb Barthélemy d'Eyck, (1440 o 1444).
- Livre d'Heures Huntington (cap a 1450), conservat a la Galeria Huntington a San Marino (Califòrnia), encarregat per una dama, representada com a donant en el foli 138.
- Missal de Jean Des Martins (París, Biblioteca Nacional de França, N.A.L 2661, 428 folis en pergamí), 28 historiats inicials, 2 pintures a plena pàgina i 3 pintures més petites.
- El Livre d'heures à l'usage de Rome conservat a Namur, a la Biblioteca du Séminaire, ms. 83, de 134 folis, obra en col·laboració, encarregada per una dama de la família de Bournan.
- Folis 241 i 242 del Livre d'heures du Maréchal de Boucicaut, París Museu Jacquemart-André, ms 2.